# Alexandre Ypsilántis (1725-1807)
Alexandre Ypsilántis, fils de Ioannis Ypsilántis, est né en 1725 à Constantinople et décédé le 13 janvier 1807. C'est un prince phanariote qui, après avoir été Grand Drogman au service de l'Empire ottoman en 1774, devient Hospodar de Valachie de septembre 1774 à octobre 1782 puis d'août 1796 à novembre 1797, et de Moldavie de décembre 1786 à avril 1788. Capturé à Jassy par les troupes autrichiennes il est emmené en otage à Brno en Moravie jusqu'à la paix.
En décembre 1806, sous prétexte de découvrir les complices de son fils Constantin qui entretenaient des contacts avec la Russie, mais en réalité pour lui extorquer sa fortune, il est arrêté par les Ottomans et livré aux bourreaux qui le torturent pendant 35 jours. Il ne cède pas : les Ottomans torturent alors l'un de ses secrétaires qui désigne une cachette où se trouvaient 300 000 piastres. Le vieux prince, qui était âgé de plus de 80 ans, est alors décapité et son fils Constantin perd une grande partie de son héritage.
Il épouse Katherini, une fille de Dimitrios Adamaki-Mourousi, et a comme secrétaire et représentant le lettré et révolutionnaire grec Rigas Vélestinlis dont il est un mécène.

## Sources
Marie-Nicolas Bouillet  et Alexis Chassang (dir.), « Alexande Ypsilanti » dans Dictionnaire universel d’histoire et de géographie, 1878 (lire sur Wikisource)
- Alexandru Dimitrie Xenopol Histoire des Roumains de la Dacie trajane : Depuis les origines jusqu'à l'union des principautés. E Leroux Paris (1896).
- Alexandre A.C. Sturdza L'Europe Orientale et le rôle historique des Maurocordato (1660-1830) Librairie Plon Paris (1913).
- Nicolas Iorga Histoire des Roumains et de la romanité orientale. (1920)
- (ro) Constantin C. Giurescu & Dinu C. Giurescu, Istoria Românilor Volume III (depuis 1606), Editura Ştiinţifică şi Enciclopedică, Bucureşti, 1977.
- Mihail Dimitri Sturdza, Dictionnaire historique et généalogique des grandes familles de Grèce, d'Albanie et de Constantinople, M.-D. Sturdza, Paris, chez l'auteur, 1983 (ASIN B0000EA1ET).
- Jean-Michel Cantacuzène, Mille ans dans les Balkans, Éditions Christian, Paris, 1992.  (ISBN 2-86496-054-0)
- Gilles Veinstein, Les Ottomans et la mort (1996)  (ISBN 9004105050).
- Joëlle Dalegre Grecs et Ottomans 1453-1923. De la chute de Constantinople à la fin de l’Empire Ottoman, L’Harmattan Paris (2002)   (ISBN 2747521621).
- Jean Nouzille La Moldavie, Histoire tragique d'une région européenne, Ed. Bieler (2004),  (ISBN 2-9520012-1-9).
- Traian Sandu, Histoire de la Roumanie, Perrin (2008).